# جون لابورت
جون لابورت (بالإنجليزية: John Laporte)‏ (و. 1798 – 1862 م)هو سياسي، ومحامي، ومصرفي من الولايات المتحدة الأمريكية . تولى منصب عضو مجلس نواب بنسلفانيا .
وهو عضو في الحزب الديمقراطي الأمريكي .